# Kwas pikrynowy
Kwas pikrynowy (gr. pikros – gorzki, ze względu na gorzkawy smak; 2,4,6-trinitrofenol) – organiczny związek chemiczny z grupy związków nitrowych i fenoli, hydroksylowa pochodna 1,3,5-trinitrobenzenu.

## Otrzymywanie
Reakcja fenolu z mieszaniną nitrującą prowadzi do powstania ciemnego wielkocząsteczkowego produktu utleniania, a nie kwasu pikrynowego. Typową metodą otrzymywania kwasu pikrynowego jest nitrowanie kwasu p-hydroksybenzenosulfonowego, otrzymywanego przez sulfonowanie fenolu. Inne sposoby to np. reakcja benzenu z 1,6% roztworem azotanu rtęci(II) w ~65% kwasie azotowym lub alkaliczna hydroliza 2-chloro-1,3,5-trinitrobenzenu:
(NO2)3C6H2Cl + KOH → (NO2)3C6H2OH + KCl

## Właściwości
W temperaturze pokojowej kwas pikrynowy jest żółtym, krystalicznym ciałem stałym (może krystalizować w postaci białych lub żółtych igieł) o gęstości 1,77 g/cm³. Ciepło wybuchu wynosi 4522 kJ/kg, objętość właściwa gazów podczas detonacji wynosi 800 dm³/kg. Prędkość detonacji wynosi 7504 m/s (przy gęstości 1,56 g/cm³), temperatura pobudzenia 300 °C. Dość słabo rozpuszcza się w wodzie. Jest stosunkowo silnym kwasem, dorównuje niektórym kwasom mineralnym (stała dysocjacji Ka = 4,2×10−1, w porównaniu do 1,3×10−10 dla niepodstawionego fenolu), co jest spowodowane efektem mezomerycznym występującym między wiązaniami π w pierścieniu benzenowym fenolu a wiązaniami π pomiędzy atomami azotu i tlenu z grup nitrowych. Topi się w temperaturze 122,5 °C. Suchy kwas pikrynowy wybucha po podgrzaniu powyżej 300 °C, stopiony jest wrażliwy na bodźce mechaniczne. Reaguje z metalami tworząc jeszcze bardziej niestabilne sole – pikryniany (np. pikrynian sodu i pikrynian ołowiu).
Jest stosunkowo bezpieczny w użyciu, choć jest nieco wrażliwszy od trotylu na uderzenie - wybucha po trafieniu pociskiem karabinowym. Zapalony na otwartym powietrzu nie wybucha, lecz spala się spokojnie. Opisany jest przypadek, gdy ponad 100 ton trójnitrofenolu spaliło się w wielkim pożarze w USA. Obecność metali i możliwość stworzenia pikrynianów jest jednym z najważniejszych czynników ryzyka. Przykładowo w Huddersfield w 1900 roku wybuchł pożar w suszarni kwasu pikrynowego. Na żelaznych rurach grzewczych powstał pikrynian żelaza, którego zapłon zainicjował robotnik, który uderzył w rurę młotkiem. W fabryce we Francji nastąpił zapłon pikrynianu wapnia, który powstał wzdłuż torów wewnątrzzakładowej kolejki: drobinki kwasu, które przedostały się z ładunku do gleby zareagowały ze związkami wapnia zawartymi w glebie. Wybuch rozprzestrzenił się wzdłuż torów i spowodował pożar w wielu częściach fabryki.
Reaguje z wieloma związkami aromatycznymi tworząc trwałe kompleksy z przeniesieniem ładunku (charge-transfer).
W większych ilościach kwas pikrynowy jest toksyczny (LD50 (szczur, doustnie) wynosi 200 mg/kg). Działa drażniąco na skórę i oczy.

## Historia
Kwas pikrynowy został po raz pierwszy otrzymany w 1771 r. przez angielskiego chemika Petera Woulfe'a w wyniku działania kwasem azotowym na indygo. Pierwszą syntezę kwasu pikrynowego bezpośrednio z fenolu przeprowadził w 1842 francuski chemik Auguste Laurent. W latach 80. XIX wieku zaczęto go stosować w pociskach artyleryjskich.
Z początkiem XX w. został w wojskowych zastosowaniach wyparty przez nieco słabszy, ale bezpieczniejszy trotyl, ale był wciąż powszechnie stosowany podczas pierwszej wojny światowej i drugiej wojny światowej.
W różnych krajach używane były różne nazwy na kwas pikrynowy, takie jak: ekrasit (Austria),  Granatfüllung 1888 (Grf 88) lub Sprengkörper 88 (Niemcy),  lyddit (Wielka Brytania), mélinite (Francja), melinit (ZSRR), pertite (Włochy), picrinit (Hiszpania), shimoza (Japonia), TNF (Polska)

## Zastosowanie

### Materiał wybuchowy

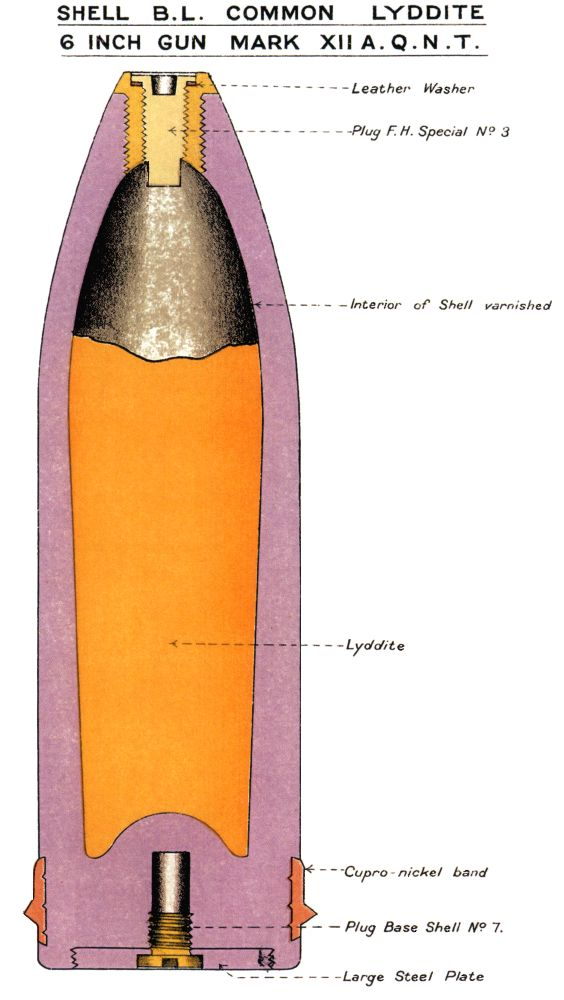
Schemat pocisku wypełnionego lydditem (stopionym i zestalonym kwasem pikrynowym). Zaznaczona jest warstwa lakieru (interior varnished), oddzielająca kwas pikrynowy od stalowej skorupy granatu i zabezpieczającej przed tworzeniem się niebezpiecznego pikrynianu żelaza

Trinitrofenol jest silnym kruszącym materiałem wybuchowym. W próbie Trauzla daje wydęcie w bloku ołowianym 250-350 ml; jeśli przyjąć wartość dla trotylu jako 100, dałoby to wartość 102-120. 
Ze względu na tworzenie niestabilnych pikrynianów w kontakcie z niektórymi metalami, pociski elaborowane kwasem pikrynowym musiały być od wewnątrz lakierowane lub cynowane. Czasami stosowano też osłony tekturowe lub drewniane. Szczególnie niebezpieczne są jego związki z ołowiem, żelazem i miedzią. 

#### Francja
W 1886 kwas pikrynowy zmieszany z rozpuszczoną w eterze bawełną kolodionową został wprowadzony do Francji jako materiał do napełniania pocisków. W tym samym czasie Eugene Turpin wykazał zdolność do samodzielnej detonacji i większą siłę wybuchową czystego kwasu pikrynowego i opracowano metodę elaboracji pocisków stopionym kwasem pikrynowym; materiał ten zachował jednak nazwę "melinit".
Kwasu pikrynowego używano też w mieszaninach: 
- MDN - z dodatkiem 20% nitronaftalenu[10]
- MP lub melinite/P - z dodatkiem 12% parafiny[11]
- MMN - z dodatkiem 30% nitronaftalenu; używana była do napełniania pocisków przez nalewanie (jej temp. topnienia wynosiła ok. 80 °C)[12]

#### Japonia
Japończycy używali kwasu pikrynowego pod nazwą szimoza (ang. shimose), od nazwiska Masachika Shimose, chemika, który opracował oparte na nim materiały wybuchowe. Szimozy używała Japońska Cesarska Marynarka Wojenna w czasie wojny japońsko-rosyjskiej i II wojny światowej. Prędkość detonacji japońskiego kwasu pikrynowego z czasów II wojny światowej wynosiła 7800 m/s.

### Inne

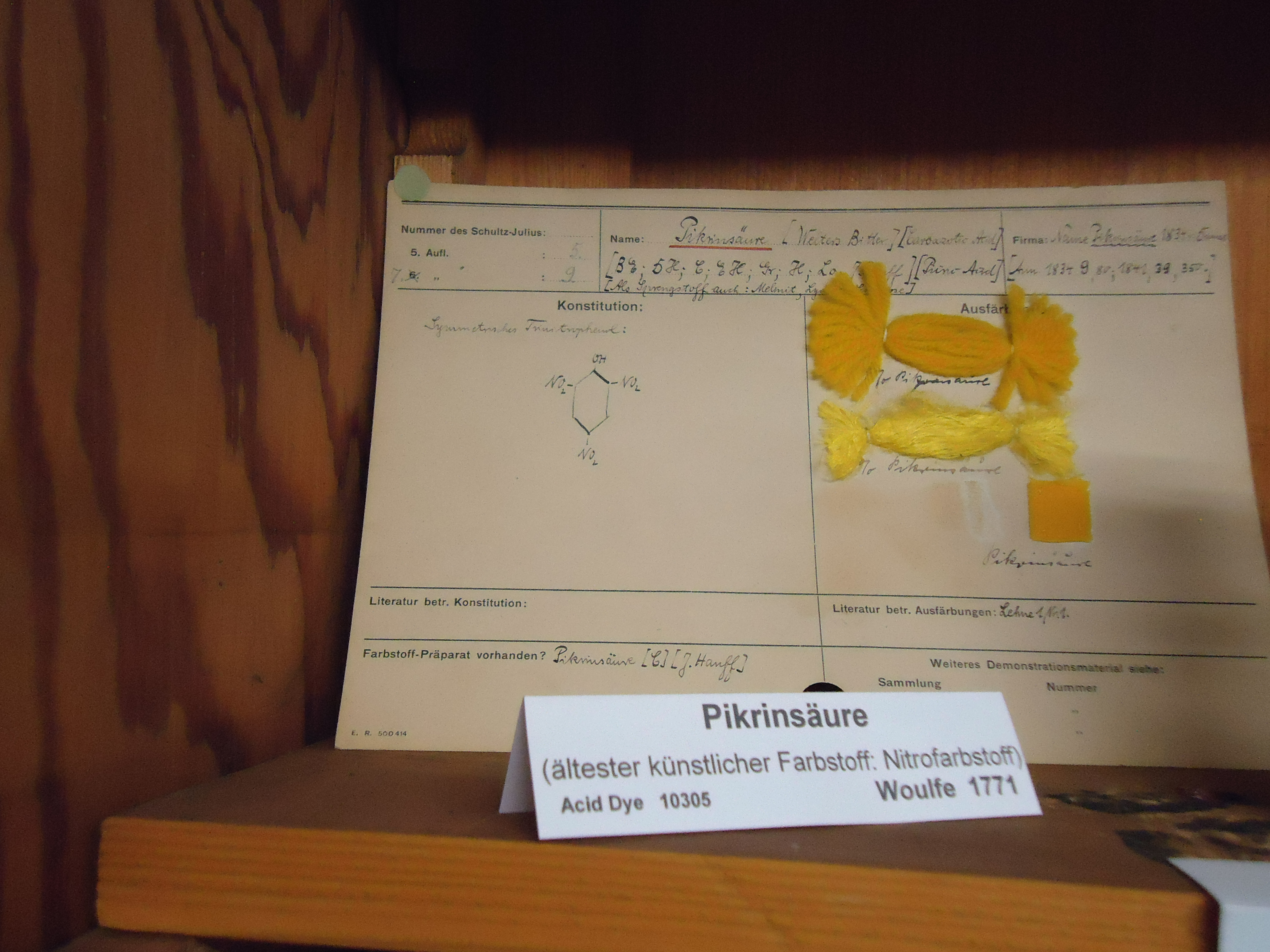
Materiały tekstylne zabarwione kwasem pikrynowym

Kwas pikrynowy wykorzystywano do barwienia na żółto jedwabiu i wełny. Był wykorzystywany jako środek bakteriobójczy.
Znajduje zastosowanie jako główny składnik roztworów trawiących w metalografii żelaza i stali.
Znajduje również zastosowanie w analizie chemicznej. Jego sole z różnymi aminami są najczęściej dobrze wykształconymi kryształami o konkretnej temperaturze topnienia.